# Сук Олександр Петрович
Олександр Петрович Сук — український військовий, полковник,  начальник ракетних військ і артилерії - заступник командувача морської піхоти Військово-Морських Сил Збройних Сил України (2018 - 2024рр.).

## Життєпис
В 2013 році начальник ракетних військ і артилерії — начальник групи вогневого ураження Управління військ берегової оборони Командування Військово-Морських Сил ЗС України.
З початком окупації у 2014 році АР Крим військами російської федерації, вийшов на підконтрольну Україні територію та очолив відновлення і підготовку артилерійських підрозділів морської піхоти та берегових військ ВМС ЗС України.
2015 рік - навчання в інституті державного військового управління Національного університету оборони України імені Івана Черняховського.
2018 - 2024 рр. Начальник ракетних військ і артилерії — заступник командувача морської піхоти.

## Нагороди
- Медаль «За військову службу Україні» (2013)[2]
- Відзнака МО України «Знак пошани» (2017)
- Відзнака МО України «За військову доблесть»(2019)
- Медаль «Захиснику Вітчизни» (2022) [3]
- Орден «Богдана Хмельницького ІІІ ст.» (2022)[4]
- Орден Данила Галицького (2023)[5]